# 일반 상대성이론

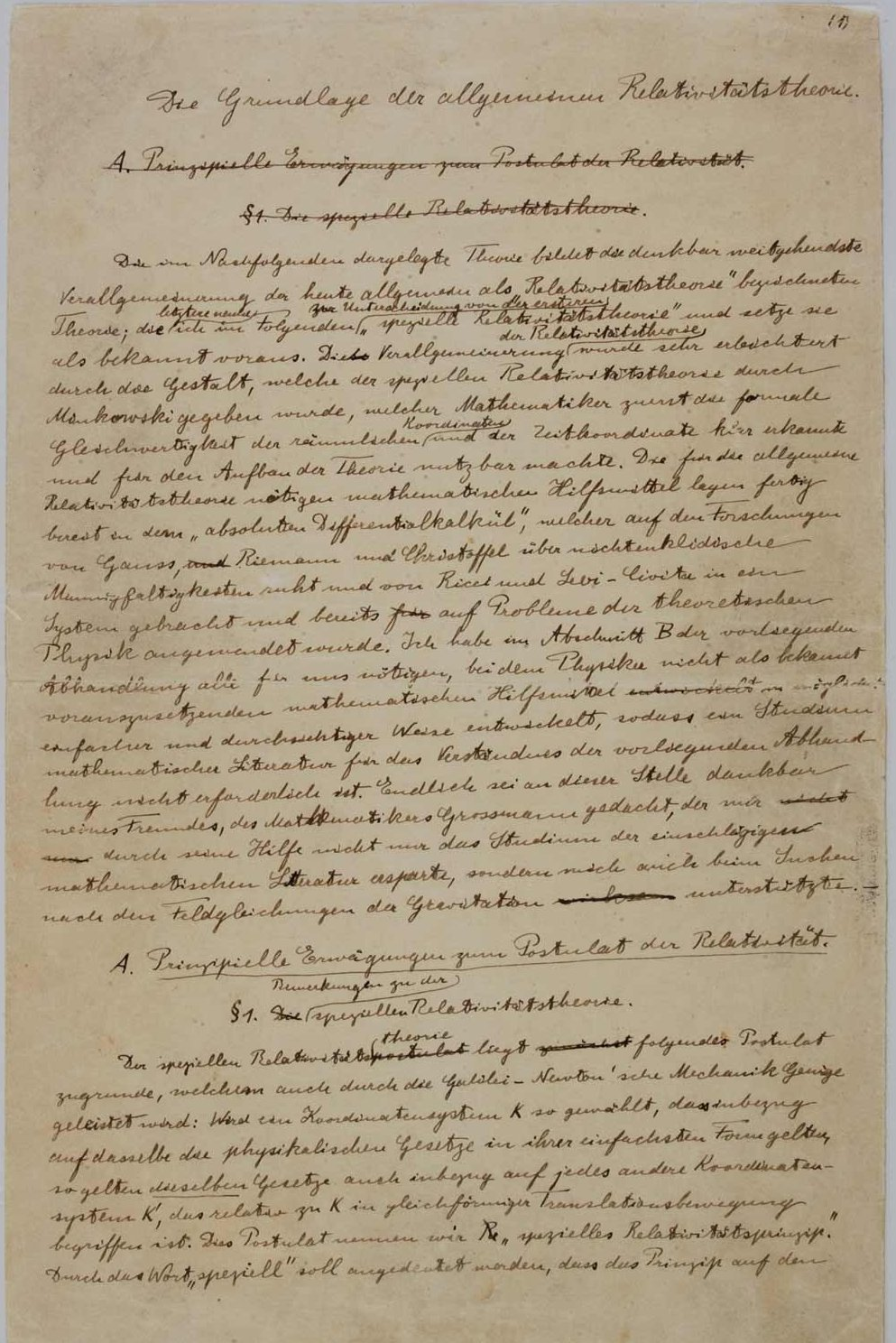
알베르트 아인슈타인의 일반 상대성 이론에 대한 논문 원고

일반 상대성이론(一般相對性理論, 독일어: allgemeine Relativitätstheorie, 영어: theory of general relativity) 또는 일반상대론(一般相對論, 영어: general relativity)은 1915년 발표된 알베르트 아인슈타인의 고전적 중력이론으로, 특수 상대론을 확장한 기하학적 중력 모형에 근거하여 뉴턴의 만유인력 법칙을 수정한 이론이다. 일반 상대론은 현대의 실험 결과들과 일치하는 가장 단순한 중력 이론이며 현대 물리학에서 중력을 기술하는 표준 이론으로 자리잡았다.
고전역학이 중력을 전자기력과 같은 역학적 힘으로 간주하는 반면 일반 상대론에서는 중력을 시공간의 휘어짐으로 기술하며, 이 때 물질이 받는 중력은 질량이 만드는 시공간의 곡률을 따라 자연스럽게 진행한 결과로 이해한다. 이는 수학적으로 리만 기하학에 의해 기술된다. 특수 상대론에서 시공, 일반 상대론에서 곡률을 고려한 시공간은 국소적으로(locally) 민코프스키 공간인 준 리만 다양체(로런츠 다양체)이다. 따라서, 일반 상대론에서 중력 법칙은 중력장의 역할을 하는 시공간 다양체의 곡률과 그 근원이 되는 물질-에너지를 연관짓는다. 이것은 수학적으로 아인슈타인 방정식으로 표현된다.
일반 상대론은 고전적인 상황(낮은 밀도와 압력)에서 뉴턴의 중력 법칙과 케플러 법칙에 수렴하지만, 그로부터 벗어나는 극한적(높은 밀도와 압력) 상황일수록 그로부터 벗어난다. 따라서, 일반 상대론의 기존 중력 법칙에 대한 실질적 우위는 이 오차를 확인하는 데에서 나온다. 이것은 수성의 근일점 이동(1915), 중력장에 의한 빛의 굴절(1919), 중력 적색 편이(1960)라는 중요한 세 가지 고전적 실험을 통해 정밀하게 입증되었다.
일반 상대론은 현대의 표준 중력 이론으로, 천체물리학과 우주론의 기반이 된다. 천체물리학에서 일반 상대론은 중성자별, 블랙홀이라는 밀도가 매우 높아 극한의 중력 환경을 제공하는 새로운 종류의 천체를 예측한다. 이러한 천체들의 쌍성이나 충돌 과정에서 발생하는 것으로 예측된 중력파는 관측 천문학에서 특히 주목받는 현상으로, 최근 미국의 LIGO에서 첫 직접 검출(2015)이 성공한 이후 이들에 대한 분석은 다양한 성과를 내고 있다. 또한, 현대 우주론이 우주의 진화와 구조를 연구하기 위해 도입하는 다양한 이론과 가설(빅뱅 우주론 등)의 이론적 기반이 된다.
이렇듯 물리학의 많은 문제를 해결한 일반 상대론에는 여러 중요한 과제가 당면해 있는데, 먼저 양자역학과의 융합 문제이다. 이는 양자 중력 문제로 이어진다. 아직까지 양자 중력을 성공적으로 설명하는 것으로 여겨지는 이론은 존재하지 않는다. 이 문제는 블랙홀 내부의 특이점, 그리고 빅뱅 초기의 우주를 설명하는 데 장애가 된다. 일반 상대론은 이 지점에서 붕괴하므로, 선험적으로 불완전하다고 여겨진다. 또한 천문학의 여러 관측 사실들을 설명하기 위해 도입하는 암흑물질, 암흑 에너지 등의 개념은 일부 학자들에게 만족스럽지 않아 20세기 중반 이후 다양한 대안 이론을 제안하는 배경이 되었다.

## 배경
16세기 갈릴레오 갈릴레이(Galileo Galilei, 1564~1642)의 자유낙하 법칙과 요하네스 케플러(Johannes Kepler, 1571~1630)의 행성운동법칙을 거쳐, 17세기 영국의 아이작 뉴턴(Isaac Newton, 1643~1727)은 자신의 역학체계 안에서 질량을 가진 모든 물체들이 서로를 향해 끌어당긴다는 만유인력의 법칙을 도입하여 그의 저서 『자연철학의 수학적 원리』(Philosophiæ Naturalis Principia Mathematica)에 자세히 해설하였다. 그의 만유인력은 지표면에서의 자유낙하 현상과 태양계 행성들의 운동 규칙을 통합적으로 기술하였다.
만유인력의 법칙은 처음으로 중력에 대하여 수학적으로 체계화된 설명을 제공했을 뿐만 아니라, 19세기까지 태양계 안에서 천체의 운동을 설명하는 데에 대단히 성공적이었다. 특히 존 쿠치 애덤스(John Couch Adams, 1819~1892)와 위르뱅 르베리에(Urbain Le Verrier, 1811~1877)는 천왕성의 이질적인 궤도로부터 이론적으로 예측되는 미지의 행성의 궤도를 계산하였는데, 이윽고 그 자리에서 1846년 해왕성이 발견되었다. 
뉴턴 법칙의 한계로는, 우선 르베리에가 수성의 근일점 이동량이 뉴턴 중력의 예측을 벗어난다는 것을 발견하여 1859년 천문학계에 보고하였다. 그 오차는 100년에 43''(각초, arc second)라는 매우 작은 양이었으나, 만유인력의 수식으로는 이것을 설명할 수 없었다. 이론적으로는, 마이클 패러데이(Michael Faraday, 1791~1867)가 제시한 장(Field) 개념이 기존의 원격 작용(Action at a distance)을 대체하면서 오래된 중력 이론 또한 장 이론으로 수정할 필요성이 생겼다.
한편, 1905년 고전 역학과 전자기학끼리 발생하는 모순, 특히 광속의 문제를 해결하려는 과정에서 새로운 역학 체계인 상대성 이론이 등장하였다. 이 이론은 많은 것을 설명하고 있으나, 특히 알베르트 아인슈타인(Albert Einstein, 1879~1955)의 상대성 원리에 기반하여 전자기학의 맥스웰 방정식의 형태를 관성 좌표계에서 고정시키기 위해 시간과 공간의 개념이 크게 바뀌었다. 이후 1908년 헤르만 민코프스키(Hermann Minkowski, 1864~1909)는 시간과 공간을 합친 4차원 시공간을 도입하여 상대성 이론을 더욱 체계적으로 재구성하였다.
상대성 이론의 성공과 영향력은 지대했다. 이 이론으로 인해 (고전적) 전자기 동역학은 비로소 가장 완성된 형태로 표현되었으며, 거꾸로 갈릴레이-뉴턴의 고전 역학(운동학)은 상대성 이론에 맞추어 조금씩 수정되었다. 그 중 중력, 즉 만유인력 법칙을 상대성 이론으로 재구성하는 것은 가장 어려운 작업이었다. 개념적으로 만유인력 법칙은 장 개념이 아닌 원격 작용, 즉 정보의 즉각적인 전달에 의존하기 때문에 명백히 수정이 필요했지만 단순한 방법의 수정은 매우 엉성했다. 특히 상대성 이론에서 관성이 에너지에 의존한다는 특성으로 인해 모든 물체가 동일한 가속도로 낙하한다는 갈릴레이의 원리를 설명하기 어려웠다.

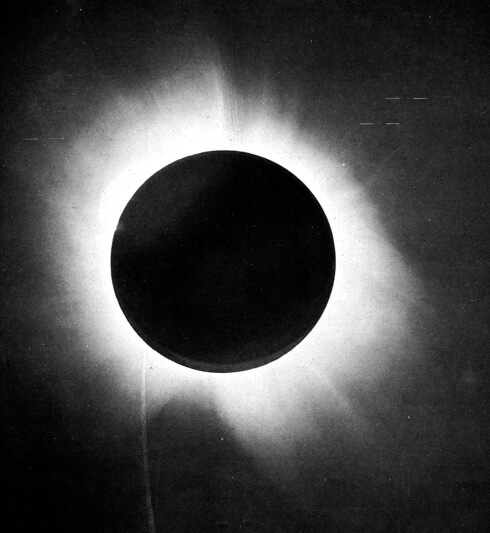
1919년 5월 29일의 개기일식. 일반 상대론과 뉴턴 역학을 비교한 주요 실험.

이러한 난관들에 대해서는 많은 학자들의 다양한 시도가 있었지만 현재까지 그대로 남아있는 유산은 일부이다. (역사적인 관점에서 노르드스트룀의 이론(1912, 1913)이 참고할 만하다.) 아인슈타인의 경우 1907년 중력장을 좌표계의 가속으로 대체할 수 있다는 등가 원리를 고안해냈고, 이를 바탕으로 했을 때 중력을 기존의 역학적 기술에서 벗어나 시공간의 기하학으로 설명해야 한다는 결론에 도달했다. 따라서 이것을 완전히 기술하기 위해서는 리만 기하학(비유클리드 기하학)이라는 복잡한 수학이 필요했고, 결국 1915년에 이르러 일반 상대성 이론을 완성했다.
일반 상대론은 미적으로 매우 만족스러울 뿐만 아니라, 르베리에가 발견했던 수성의 근일점 운동 편차를 추가 가설 없이 정확하게 설명하는 등 실험적으로도 우월성을 입증하면서 물리학의 새로운 표준 중력 이론으로 자리잡았다. 특히, 1919년 5월 영국의 아서 에딩턴(Arthur Eddington, 1882~1944) 등에 의해 이루어진 개기일식 원정 실험의 성공은 물리학의 세대 교체를 가장 극적으로 보여주는 상징적 장면으로 여겨지며, 아인슈타인을 전례없는 세계적 스타 과학자로 만들어주었다. 일반 상대론은 태양계 내부의 중력 현상을 더욱 완벽하게 설명할 뿐만 아니라, 아인슈타인, 드 지터(Willem De Sitter, 1872~1934), 프리드만(Alexander Friedmann, 1888~1925), 르메트르(Georges Lemaître, 1894~1966) 등의 개척으로 현대적인 물리 우주론을 탄생시켰다.
초창기 일반 상대론은 실질적인 물적 증거나 필요성보다는 이론적인 필연성이나 결정적인 발상들에 의존해 탄생, 발전한 것이 사실이다. 뉴턴 역학에 대한 우위를 실험적으로 증명해낸 이후에도 일반 상대론의 실질적 지위는 한동안 미묘했으며 이 과도기 동안에는 여전히 뉴턴 역학이 중력을 연구하는 데에 중심적인 역할을 하였다. 일반 상대론이 추후 천체 물리학이나 우주론에서 진가를 발휘하기 위해서는 이론 자체의 발전은 물론 학제간 연구를 위한 커뮤니티의 활성화, 자금, 기술 등이 필요했다. 2차 세계대전 이후 이러한 여건이 조금씩 충족되고, 1950년대에 이르러 퀘이사, 펄사 등 이질적인 천체들이 발견되면서 일반 상대론은 본격적으로 현대 물리학의 한 중추로써 활용되기 시작하였다.

## 고전 역학에서 일반 상대론으로
일반 상대론은 고전 물리학과의 공통점과 차이점을 살펴봄으로써 이해될 수 있다. 첫 번째 단계는 고전 역학과 뉴턴의 중력 법칙이 기하학적 기술을 허용한다는 사실을 확인하는 것이다. 이러한 기술과 특수 상대론의 법칙들을 조합하면 일반 상대론을 발견법적으로 유도할 수 있다.

### 뉴턴 중력의 기하학

일반 상대론에 따르면, 중력장에 놓인 물체는 가속하는 방 안에 있는 물체처럼 행동한다. 예를 들어, 관찰자는 공이 로켓 안에 있을 때(왼쪽)와 지구 위에 있을 때(오른쪽) 두 상황에서 동일하게 떨어지는 것을 볼 것이다. 여기에서 로켓의 가속도는 9.8m/s^{2}(지구 표면 중력 가속도)와 같다고 전제한다.

고전 역학에서는 물체의 운동이 자유 (혹은 관성) 운동, 그리고 이 자유 운동으로부터의 일탈의 조합으로 기술될 수 있다고 전제한다. 그러한 일탈은 물체에 가해지는 외부의 힘에 의해 발생하는데, 그 관계는 뉴턴의 제 2의 운동법칙, 즉 물체에 가해지는 알짜힘이 물체의 (관성)질량과 그 가속도를 곱한 것과 같다는 법칙이 제공한다. 관성 운동의 선호는 시간과 공간의 기하학과 관련되어 있다: 고전 역학의 표준 기준계에서, 자유 운동하는 물체는 일정한 속력으로 직선을 따라 운동한다. 현대적 관점에서 이들의 자취는 측지선, 즉 휘어진 시공간에서의 똑바른 세계선이다.
거꾸로, (물체들의 실제 운동을 관찰하고 외부 힘-전자기력, 마찰력 등-을 허용함으로써 밝혀낸) 관성 운동이 공간의 기하학과 시간 좌표를 정의하는 데 쓰일 수 있다고 기대할 수 있을 것이다. 하지만, 중력이 관여하는 상황에서 여기에는 모호점이 발생한다. 뉴턴의 중력 법칙에 의하면, 그리고 이와 독립적으로 외트뵈시와 그 후계자들을 비롯한 여러 학자들이 수행한 실험(외트뵈시 실험 참고)에 따르면 자유낙하에는 보편성이 있다: 자유 낙하하는 시험 물체의 궤적은 오로지 그 위치와 초기 속력에만 의존하며, 물체의 자체 성질에는 전혀 의존하지 않는다. 이것의 단순화된 설명이 바로 오른쪽 그림에서 묘사된 아인슈타인의 엘리베이터 실험에 내재되어 있다. 폐쇄된 방 안의 관찰자는, 떨어뜨린 공과 같은 물체들의 궤적들을 비교하였을 때 이 방이 중력장에 정지해 있고 공이 가속하고 있는지, 아니면 자유 공간에서 중력장에서와 동일한 가속도로 움직이는 로켓에 실려 있고 공은 놓인 이후 가속하지 않는 상태인지 구분할 수 없다.
자유 낙하의 보편성을 전제했을 때, 관성 운동과 중력장의 영향 아래에 놓였을 때의 운동은 관측적으로 구분되지 않는다. 이는 새로운 종류의 관성 운동, 즉 중력의 영향 하에 자유 낙하하는 물체의 운동을 시사한다. 이 새로운 종류의 선호되는 운동 또한 시간과 공간의 기하학을 정의한다. 수학적으로, 이는 중력 퍼텐셜의 그래디언트에 의존하는 특정 접속에 연결되어 있는 측지선 운동이다. 이러한 구성에서 공간은 여전히 통상적인 유클리드 기하를 가진다. 하지만, 전체로서의 시공간은 보다 복잡하다. 여러 시험 입자들의 자유 낙하 궤적에 관한 간단한 사고 실험으로 밝힐 수 있듯이, 입자의 속도(시간꼴 벡터)를 나타낼 수 있는 시공간 벡터를 평행이동한 결과는 입자의 궤적에 따라 달라지게 된다. 수학적으로 말하자면, 뉴턴 접속은 적분가능하지 않다. 이로부터, 시공간이 휘어있음을 추론할 수 있다. 이렇게 얻게 되는 뉴턴-카르탕 이론은 공변적인 개념만을 이용해(즉, 임의의 좌표계에서 유효하다.) 뉴턴 중력을 기하학적으로 형식화한 것이다. 이러한 기하학적 기술에서, 조석 효과(자유 낙하하는 물체들의 상대적 가속)은 접속의 미분과 연결되어 있으며, 질량이 있는 상황에서 기하가 어떤 방식으로 수정되는지를 보여준다.  

### 상대론적 일반화

광추(light-cone)

기하학적 뉴턴 중력은 흥미롭게 보일 수 있으나, 그 기저에 있는 고전 역학은 단순히 (특수) 상대론적 역학의 제한적 상황일 뿐이다. 대칭성의 언어로 표현하면, 중력을 무시할 수 있을 때 물리학은 특수 상대론에서처럼 로런츠 불변성을 띠며 고전역학에서의 갈릴레이 불변성을 따르지는 않는다. (특수 상대론의 대칭성은 본질적으로 푸앵카레 군으로, 여기에는 평행 이동, 회전, 부스트 및 반사가 포함된다.) 둘의 차이점은 빛의 속력에 근접하는 속력을 다룰 때, 그리고 고에너지 현상을 다룰 때 두드러진다.
로런츠 대칭성과 함께 추가적인 구조가 개입된다. 이 구조는 광추의 집합으로 정의된다. 광추들은 인과 구조를 결정한다. 각 사건 {\displaystyle \mathrm {A} }에 대하여, 원론적으로 빛보다 빠르지 않은 속력의 신호 혹은 상호작용을 통해 {\displaystyle \mathrm {A} }에 영향을 주거나 {\displaystyle \mathrm {A} }로부터 영향을 받을 수 있는 사건들의 집합(그림의 사건 {\displaystyle \mathrm {B} }처럼), 그리고 그러한 상호작용이 가능하지 않는 사건들의 집합(그림의 사건 {\displaystyle \mathrm {C} }처럼)으로 나뉜다. 이 집합들은 관측자에 독립적이다. 자유낙하하는 입자들의 세계선과 결합하여, 광추들은 시공간의 준-리만기하학적 메트릭 구조를 (적어도 양수의 스칼라 곱셈인자까지는) 재구성하는 데 쓰일 수 있다. 수학적 표현으로, 이는 등각 구조 혹은 등각 기하학을 정의한다.
특수 상대론은 중력이 없는 상황에서 정의된다. 실용적 관점에서, 이는 중력이 무시될 수 있는 모든 상황에서 잘 맞는 모델이다. 중력을 도입하고 자유 낙하 운동의 보편성을 가정하면, 앞 파트에서와의 유사한 사고 과정이 적용된다: 대역적인 관성 좌표계는 존재하지 않는다. 대신, 자유 낙하하는 입자들과 함께 움직이는 근사적 관성 좌표계들이 존재한다. 시공간의 언어로 바꾸면 다음과 같다: 중력의 영향을 받지 않는 관성 좌표계에서의 똑바른 시간꼴 세계선들은 서로에 대해 휘어진 세계선들로 변형되며, 이는 중력의 개입이 시공간 기하학에 어떤 변화를 요구함을 시사한다.
선험적으로, 새로운 자유 낙하 국소 좌표계가 특수 상대론의 법칙들이 성립하는 기준계와 일치하는지 분명히 밝힐 수는 없다. 특수 상대론은 빛의 진행, 다시 말해 여러 종류의 선호되는 좌표계를 가질 수 있는 전자기학에 의존한다. 하지만 특수 상대론적 좌표계(지표 고정, 혹은 자유 낙하)에 관하여 다른 가정을 사용하면, 중력 적색편이에 관한 다른 예측을 유도할 수 있다. 실제 측정 결과는 자유 낙하 좌표계가 바로 빛이 특수 상대론에서처럼 전파되는 좌표계임을 보여준다. 이 진술의 일반화, 즉 특수 상대론의 법칙들이 자유 낙하하는 (그리고 회전하지 않는) 좌표계에서 충분한 근사로 성립한다는 것은 아인슈타인 등가 원리로 알려져 있으며, 이는 특수 상대론적 물리학을 중력을 포함하도록 일반화하는 데 있어서 결정적인 지도 원리이다. 
위와 동일한 실험 자료는 중력장에 놓인 시계로 측정한 시간(엄밀히 말하자면 고유 시간)이 특수 상대론의 법칙을 따르지 않음을 보여준다. 시공간 기하학의 관점에서, 이는 민코프스키 메트릭으로 측정되지 않는다. 뉴턴 중력에서 살펴보았듯이, 이는 보다 일반적인 기하학을 시사한다. 작은 척도에서, 자유 낙하하는 모든 기준계는 동등하며 근사적으로 민코프스키 메트릭을 따른다. 결과적으로, 우리는 민코프스키 공간의 휘어진 일반화를 다루고 있는 것이다. 기하(특히, 길이와 각도의 측정 방식)를 결정하는 메트릭 텐서는 특수 상대론의 민코프스키 메트릭이 아니라 그 일반화, 즉 준-리만기하학적 메트릭이다. 더 나아가, 각각의 리만기하학적 메트릭은 자연스럽게 특정 종류의 접속과 연관되는데, 이것이 곧 레비치비타 접속이며 사실 등가 원리를 만족시키며 공간이 국소적으로 민코프스키 공간이도록 만드는 접속이다(즉, 적당한 국소적 관성 좌표계에서 메트릭은 민코프스키 메트릭이며, 그 일계 편미분과 접속 계수는 사라진다). 

### 아인슈타인의 방정식
중력 효과의 상대론적, 기하학적 설명을 구축했으므로, 중력의 원천에 대한 질문이 남아있다. 뉴턴 중력에서 원천은 질량이다. 특수 상대론에서, 질량은 보다 일반적인 양인 에너지-운동량 텐서의 일부인 것으로 드러나며, 여기에는 에너지 및 운동량 밀도와 더불어 응력인 압력과 전단력도 포함된다. 등가 원리를 통해, 이 텐서는 즉시 휘어진 시공간으로 일반화된다. 기하학적 뉴턴 중력과의 대응점들을 조금 더 이용하면, 중력의 장 방정식은 이 텐서와 기조 효과의 일부를 기술하는 리치 텐서를 연결짓는다고 가정하는 것이 자연스럽다. 기조 효과란, 시험 입자들로 이루어진 작은 구름이 처음에 정지해 있다가 자유 낙하를 하면서 겪게 되는 부피 변화를 말한다. 특수 상대론에서, 에너지-운동량의 보존은 에너지-운동량 텐서가 발산하지 않는다는 것과 대응된다. 이 공식 또한 편미분을 미분기하학에서 휘어진 다양체에 대응되는 공변 미분으로 대체함으로써 즉시 휘어진 시공간으로 일반화할 수 있다. 이 추가 조건(에너지-운동량 텐서의 공변 발산이 사라진다)을 통해, 가장 단순하고 자명하지 않은 방정식 집합, 즉 아인슈타인 방정식을 얻게 된다.
{\displaystyle G_{\mu \nu }\equiv R_{\mu \nu }-{\frac {1}{2}}Rg_{\mu \nu }=\kappa T_{\mu \nu }}
좌변에서 아인슈타인 텐서 {\displaystyle G_{\mu \nu }}는 대칭적이며, 발산이 사라지도록 리치 텐서 {\displaystyle R_{\mu \nu }}와 메트릭을 조합한 것이다. 특히, 
{\displaystyle R=g^{\mu \nu }R_{\mu \nu }}
는 곡률 스칼라이다. 리치 텐서는 보다 일반적인 리만 곡률 텐서와 다음과 같이 연결되어 있다.
{\displaystyle R_{\mu \nu }=R_{\,\,\,\mu \alpha \nu }^{\alpha }}
우변에서 {\displaystyle \kappa }는 상수이며 {\displaystyle T_{\mu \nu }}는 에너지-운동량 텐서이다. 모든 텐서는 첨자 표기법으로 표현되었다. 이론의 예측을 행성 궤도에 관한 관측적 결과와 비교하거나, 또는 이와 동등하게 약한 중력 및 작은 속도 극한이 뉴턴 역학이도록 하면 비례 계수 {\displaystyle \kappa }는 {\displaystyle \kappa ={\frac {8\pi G}{c^{4}}}}으로 밝혀진다. 여기에서 {\displaystyle G}는 뉴턴의 중력 상수이며 {\displaystyle c}는 진공에서의 빛의 속력이다. 물질이 존재하지 않아서 에너지-운동량 텐서가 사라지면, 진공 아인슈타인 방정식
{\displaystyle R_{\mu \nu }=0}
을 얻는다.
일반 상대론에서, 모든 중력이 아닌 외부 힘으로부터 자유로운 입자의 세계선은 휘어진 시공간의 측지선의 한 종류이다. 다른 말로, 자유롭게 운동하는 혹은 자유 낙하하는 입자는 언제나 측지선을 따라 운동한다.
측지선 방정식은 다음과 같다: 
{\displaystyle {\frac {d^{2}x^{\mu }}{ds^{2}}}+\Gamma _{\,\,\,\alpha \beta }^{\mu }{\frac {dx^{\alpha }}{ds}}{\frac {dx^{\beta }}{ds}}=0}
여기에서 {\displaystyle s}는 운동의 스칼라 매개변수(예: 고유 시간)이며, {\displaystyle \Gamma _{\,\,\,\alpha \beta }^{\mu }}는 크리스토펠 기호(때로는 아핀 접속 계수 또는 레비치비타 접속 계수라 불린다)로, 두 아래 첨자에 대하여 대칭적이다. 그리스 첨자는 0, 1, 2, 3의 값을 가질 수 있으며, {\displaystyle \alpha }와 {\displaystyle \beta } 등 반복되는 첨자에는 합 규약이 적용되었다. 이 방정식의 좌변은 입자의 가속도이며, 따라서 이 방정식은 마찬가지로 입자의 가속도를 기술하는 뉴턴의 운동 방정식에 대응된다. 이 운동 방정식은 아인슈타인의 표기법을 따르며, 따라서 반복되는 첨자들은 더해진다(즉, 0부터 3까지). 크리스토펠 기호는 네 시공간 좌표계의 함수이며, 따라서 (측지선 방정식으로 운동이 기술되는) 시험 입자의 속도, 가속도, 또는 다른 성질들과는 독립적이다.

### 일반 상대론에서의 총력
일반 상대론에서, 질량이 {\displaystyle M}인 중심 천체 주위를 공전하는 질량이 {\displaystyle m}인 물체의 유효 중력 퍼텐셜 에너지는
{\displaystyle U_{f}(r)=-{\frac {GMm}{r}}+{\frac {L^{2}}{2mr^{2}}}-{\frac {GML^{2}}{mc^{2}r^{3}}}}
으로 주어진다. 이 때 보존력의 총합은 그 그래디언트의 음수를 취함으로써 다음과 같이 얻게 된다.
{\displaystyle F_{f}(r)=-{\frac {GMm}{r^{2}}}+{\frac {L^{2}}{mr^{3}}}-{\frac {3GML^{2}}{mc^{2}r^{4}}}}
여기에서 {\displaystyle L}은 각운동량이다. 첫 번째 항은 뉴턴 중력의 힘을 나타내며, 역제곱 법칙으로 기술된다. 두 번째 항은 원운동에서의 원심력을 나타낸다. 세번째 항은 상대론적 효과를 나타낸다.

### 일반 상대론의 대안
동일한 전제로부터 세워진 일반 상대론의 대안들이 있다. 여기에는 추가적인 법칙 또는 제약을 가함으로써 다른 장 방정식으로 이어지는 것들이 포함된다. 예를 들어 화이트헤드의 이론, 브랜스-디키 이론, Teleparallelism, f(R) 중력, 아인슈타인-카르탕 이론 등이 있다.

## 전개

### 중력장의 기술
아인슈타인의 등가 원리를 살펴보면, 임의의 중력장은 좌표계가 국소적으로 놓인 상태에 따라 결정된다는 사실을 알 수 있다. 만약 어떤 좌표계 {\displaystyle \{x^{0},x^{1},x^{2},x^{3}\}}에서
{\displaystyle {\begin{aligned}ds^{2}&=-dt^{2}+dx^{2}+dy^{2}+dz^{2}\\&=\eta _{\mu \nu }dx^{\mu }dx^{\nu }\quad (\eta _{\mu \nu }={\text{diag}}(-1,1,1,1))\end{aligned}}}
로 주어질 경우, {\displaystyle \eta _{\mu \nu }}는 이 좌표계가 국소적으로 관성 좌표계임을 말해준다. 여기에 새로운 좌표계 {\displaystyle \{y^{0},y^{1},y^{2},y^{3}\}}를 임의적으로 도입하여
{\displaystyle ds^{2}=g_{\mu \nu }dy^{\mu }dy^{\nu },\quad g_{\mu \nu }={\frac {\partial x^{\alpha }}{\partial y^{\mu }}}{\frac {\partial x^{\beta }}{\partial y^{\nu }}}\eta _{\alpha \beta }}
라 표현할 경우, 좌표계가 놓이는 상태는 {\displaystyle g_{\mu \nu }}로 바뀌어 표현된다. 이러한 표현은 모든 좌표계에서 동일하므로 일반 공변 원리를 만족시키지만, {\displaystyle g_{\mu \nu }} 각각의 (10개의) 성분은 좌표계에 따라 다르다. 따라서, {\displaystyle g_{\mu \nu }}가 일반 상대성 이론에서 중력장을 표현한다고 해석할 수 있다. 이것을 계량 텐서(metric tensor)라고 한다.
구체적으로, 특수 상대론에 따르면 아무런 힘의 작용을 받지 않는 물체는 시공간의 측지선을 따라 움직인다. 측지선은 시공에서 고유 시간을 극대화하는 경로이다. 즉, {\displaystyle \delta \int ds=0}이다. 이것을 {\displaystyle ds^{2}=\eta _{\mu \nu }dx^{\mu }dx^{\nu }}인 경우에 대하여 풀면 물체는 등속 직선 운동을 한다. 한편 등가 원리에 의하면 중력만을 받아 자유낙하하는 물체는 곧 특수 상대론에서의 관성 물체와 같다. 따라서 이 물체가 따르는 운동 방정식은 여전히 측지선 방정식, 즉 {\displaystyle \delta \int ds=0}이다. 다만, 이 때 {\displaystyle ds^{2}=g_{\mu \nu }dx^{\mu }dx^{\nu }}로 {\displaystyle g_{\mu \nu }}가 임의적으로 주어지므로 물체들은 균일하지 않은 운동을 하게 된다. 그러나 이러한 운동은 물체의 특성에 무관하므로 등가 원리를 잘 반영한다.

### 아인슈타인 방정식
일반 상대성 이론에서는 시공을 특수 상대성 이론의 민코프스키 공간에서 임의의 (로런츠 계량 부호수 −+++를 가진) 준 리만 다양체로 확장한 다음 다양체의 계량 텐서 {\displaystyle g_{\mu \nu }}로서 시공간의 곡률을 정의하고, 이 곡률을 중력으로 재해석한다.  중력은 (중력적) 질량의 밀도에 의하여 결정된다. 질량의 밀도를 자연스럽게 상대화하면 에너지-운동량 텐서를 얻는다. 이것을 연결하면, 곡률과 관련한 어떤 텐서가 에너지-운동량 텐서에 비례한다는 결론을 얻을 수 있다. 이것을 아인슈타인 방정식(Einstein field Equations)이라 한다.
{\displaystyle G_{\mu \nu }+\Lambda g_{\mu \nu }={\frac {8\pi G}{c^{4}}}T_{\mu \nu }}
여기서 각각의 기호는 다음과 같다.
- {\displaystyle T_{\mu \nu }}: 에너지-운동량 텐서
- {\displaystyle G_{\mu \nu }}: 아인슈타인 텐서 = {\displaystyle G_{\mu \nu }=R_{\mu \nu }-Rg_{\mu \nu }/2}
- {\displaystyle R_{\mu \nu }}: 리치 텐서
- {\displaystyle R}: 스칼라 곡률
- {\displaystyle \Lambda }: 우주 상수

## 주요 결과

### 근사 법칙으로서의 만유인력
뉴턴 이론은 근 200년 간 가장 정확한 중력 이론이었다. 따라서, 고전 역학에 대응되는 상황을 가정했을 때 뉴턴 이론을 얻어야 함은 자연스럽다. 이는 일반적으로 중력장, 또는 시공간의 곡률이 매우 약한 경우에 해당된다. 수식으로는
{\displaystyle g_{\mu \nu }=\eta _{\mu \nu }+h_{\mu \nu },\quad |h_{\mu \nu }|\ll 1}
과 같이 표현된다. 이런 경우, 측지선 방정식은
{\displaystyle {\begin{aligned}{\frac {d^{2}x^{i}}{dt^{2}}}&=-\Gamma _{00}^{i}=-{\frac {1}{2}}\eta ^{ii}(2g_{0i,0}-g_{00,i})\\&\approx -{\frac {1}{2}}{\frac {\partial g_{00}}{\partial x^{i}}}\end{aligned}}}
이 된다. 그러므로, {\displaystyle g_{\mu \nu }}는 등가 원리와 같이 실제로 중력장을 일반화함과 동시에 뉴턴 역학을 근사 법칙으로 포함한다는 것을 알 수 있다. 더 나아가, 아인슈타인 방정식을 근사시키면
{\displaystyle {\begin{aligned}R_{00}&\approx {\frac {\partial \Gamma _{00}^{i}}{\partial x^{i}}}\\&=\kappa \left(T_{00}-{\frac {1}{2}}g_{00}T\right)={\frac {1}{2}}\kappa \rho \end{aligned}}}
이므로 정확하게 뉴턴 중력의 푸아송 방정식이 유도된다. 포스트 뉴턴 이론(post-newtonian theory, PPN theory)에서, 특수 상대론(중력이 없는 시공간)은 0차 근사, 만유인력은 1차 근사로서의 지위를 차지한다.

### 빛과 관련된 현상
빛은 멀리 떨어진 천체의 정보를 전달해준다. 그런데 일반 상대론에 따르면 빛이 지구에 도달하면서 중력 퍼텐셜의 차이로 인해 파장이 변화할 수도 있고, 궤적이 휠 수도 있다. 관측 천문학에서는 이러한 효과들을 감안하고 보정하지 않으면 안된다. 한편 이들은 이론이 완성되기 이전에 이미 1907년 등가 원리만으로 예측된 현상들이다. 즉 등가 원리를 만족시키는 중력 이론에는 모두 적용되는 내용이며 일반 상대론에만 해당되는 내용은 아니다. 아래에서는 보다 기초적인 등가 원리를 기준으로 설명한다.

#### 중력 적색편이

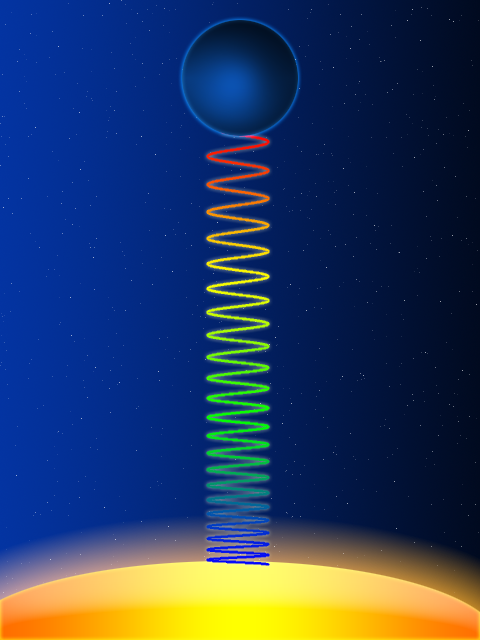
중력에 의한 파장 변화

자유낙하하는 승강기와 승강기 바닥에서 승강기 천장으로 쏘여진 빛을 떠올려보면, 승강기 안에서 승강기와 같이 자유낙하하는 관찰자는 빛에서 어떠한 도플러 효과도 보지 못할 것이다. 왜냐하면 등가원리를 따르면, 중력장 내에서 자유낙하하는 관찰자는 중력장이 없는 관성계의 관찰자와 같으며, 중력장이 없는 관성계에서는 빛에 어떠한 변형도 일어나지 않기 때문이다. 따라서 자유낙하하는 관찰자는 승강기 천장에 설치된 빛 감지기에서 어떠한 도플러 효과도 나타나지 않을 것이라고 결론짓는다. 하지만 승강기 밖에서 땅 위에 서있는 관찰자는 빛에서 도플러 효과를 기대한다. 왜냐하면, 승강기가 자유낙하를 시작할 때 빛이 출발했다고 가정하면, 빛이 승강기 바닥에서 승강기 천장으로 가는 시간 {\displaystyle t=h/c} 동안 승강기 천장은 {\displaystyle v=gt}만큼 빠르게 되고, 이 속도에 따라 빛에 대한 청색편이를 감지해야 하기 때문이다. 여기서 청색편이는 느린 속도 근사식 {\displaystyle {\frac {\Delta \omega }{\omega }}={\frac {v}{c}}}만큼 일어났다고 가정한다.
감지기가 어떤 관찰자에게는 도플러 효과가 없다고 감지하고, 어떤 관찰자에게는 청색편이의 도플러 효과가 있다고 감지할 수는 없으므로, 우리는 청색편이의 결과를 상쇄시켜 자유낙하하는 관찰자의 결과와 일치시킬 어떤 것을 필요로 한다. 다행히, 중력장이란 존재가 있으므로, 중력장이 청색편이를 상쇄시키는 적색편이를 일으켰다고 할 수 있다. 중력 적색편이는 {\displaystyle {\frac {\Delta \omega }{\omega }}=-{\frac {v}{c}}}만큼 일어나며, 여기에 빛이 감지되었을 때의 승강기 천장의 속도와, 빛이 승강기 천장으로 가는 시간을 대입하면 {\displaystyle {\frac {\Delta \omega }{\omega }}=-{\frac {\Delta \Phi }{c^{2}}}}라는, 중력 퍼텐셜의 차이 {\displaystyle \Phi }에 따른 적색편이의 식을 얻을 수 있다. 그러므로 승강기에서처럼 빛 방출기와 빛 감지기가 서로 상대적인 운동에 있는 상황이 아니라, 서로에 대해서 정지해있는 상황이라면, 빛의 감지기는 청색편이로 상쇄되지 않는 중력 적색편이를 감지할 것이다.

#### 중력 시간 팽창
빛의 감지기가 빛의 방출기에 대해서 정적인 상황에서, 어떻게 서로 다른 진동수를 얻을 수 있을까? 다시 말해, 빛의 감지기와 빛의 방출기가 단위 시간 당 서로 다른 개수의 파면을 받아들일까? 아인슈타인은 여기에 대해서 파면의 개수는 동일하지만, 빛의 감지기와 빛의 방출기가 서로 다른 시간 단위를 갖는다고 지적했다. 즉, 서로 다른 중력 퍼텐셜에 위치한 시계에서는 서로 다른 빠르기로 시침이 움직인다는 뜻이다. 진동수는 그 곳의 고유 시간에 반비례 하므로, {\displaystyle \omega \sim {\frac {1}{d\tau }}}이며, 이를 중력 적색편이 식에 집어넣으면, {\displaystyle d\tau _{1}=\left(1+{\frac {\Phi _{1}-\Phi _{2}}{c^{2}}}\right)d\tau _{2}}의 식을 얻을 수 있다.

#### 광선의 굴절
일반 상대론에서 가장 잘 알려진 비고전적 효과 중 하나로, 광선은 질량이 큰 천체 주변을 통과하면서 궤적이 꺾이게 된다. 일반 상대론에서는 (정지 질량이 0인) 빛이 중심 천체가 만드는 시공간의 곡률을 따라 진행하면서 발생하는 것으로 설명하지만 원리적으로는 등가 원리만으로도 예측할 수 있다. 뉴턴 역학 또한 등가 원리를 따르므로 일반 상대론의 절반에 해당하는 예측을 내놓는다. 일반 상대론에서는
{\displaystyle \Delta ={\frac {4GM}{c^{2}R}}}
({\displaystyle G} - 중력 상수, {\displaystyle M} - 천체의 질량, {\displaystyle R} - 천체와 광선의 수직거리, {\displaystyle c} - 진공에서의 광속)

으로 주어진다. 주어진 별에서 {\displaystyle R}이 가장 작은 경우는 광선이 별의 표면을 스쳐 지나가는 경우, 즉 {\displaystyle R}이 별의 반지름과 같은 경우에 해당한다. 따라서 이 효과를 가장 크게 확인하기 위해서는 별이 (천구 상에서) 태양 곁에 있을 때, 특히 태양빛을 제거하기 위해 개기일식 상황을 활용해야 한다. 아인슈타인은 1915년 태양에 의한 별빛의 이동량을 1.75''로 예측했고, 이 때 뉴턴 역학에 따른 이동량은 0.87''였다. 1919년 5월 29일 일어난 개기일식 때 촬영한 사진들을 분석한 결과는 일반 상대론의 예측을 지지하였다. 이 결과는 1979년 재검증되었다.

### 천체의 궤도
일반 상대론에서 천체의 운동을 분석하기 위해서는 보통 중심 천체의 특성에 따라 분류가 결정되는 아인슈타인 방정식의 특수해 위에 놓인 측지선을 분석해야 한다. 빛의 굴절 역시 이러한 방식으로 분석될 수 있는데, 여기에서는 질점에 대응되는 측지선(즉, 정지 질량≠0)에 의한 효과에 한정한다.

#### 근일점 세차운동

근일점의 세차운동

역제곱 법칙을 따르는 만유인력에서는 천체의 궤도가 하나의 닫힌 타원 궤적을 따른다. 이 결과는 케플러의 제1법칙으로 알려져 있고 태양계에서는 주위 행성들에 의한 섭동 효과를 배제했을 때 일반적으로 100년에 50각초 이내의 오차로 정확하다. 일반 상대론에서는 대표적인 비고전적 효과로 궤도를 이루는 타원이 조금씩 공전 방향으로 회전하게 되는데, 효과가 크지 않은 경우 궤도 근일점의 세차운동으로 확인할 수 있다. 그 공식은 1회 공전 당
{\displaystyle \varepsilon =24\pi ^{3}{\frac {a^{2}}{T^{2}c^{2}(1-e^{2})}}}
({\displaystyle T} - 공전 주기, {\displaystyle a} - 궤도 장반경, {\displaystyle e} - 궤도 이심률, {\displaystyle c} - 진공에서의 광속)

으로 나타나 궤도의 이심률이 클수록 효과가 증가한다. 이 때문에 태양계에서는 수성의 효과가 특히 두드러지며, {\displaystyle 100}년 동안 {\displaystyle 43''} 정도의 근일점 세차운동이 이루어진다. 이 효과는 이미 1859년 프랑스의 천문학자 르베리에(Le Verrier)에 의해 보고되었고, 아인슈타인이 1915년 중력장 방정식에 2차 근사를 적용하여 이 문제를 사후적으로 해결했다. 이외에 금성에서는 {\displaystyle 4''}, 지구에서는 {\displaystyle 1''} 정도이다. 이러한 효과는 펄사 쌍성계에서 특히 크게 관측되는데, 예를 들어 헐스-테일러 쌍성계(PSR B1913+16)에서는 공전 주기가 {\displaystyle 7}시간 {\displaystyle 45}분으로, 근일점의 이동량은 {\displaystyle 1}년에 {\displaystyle 4.2^{\circ }} 정도이다.

#### 궤도 감쇠와 중력파

PSR B1913+16(헐스-테일러 쌍성계)의 궤도 감쇠.

전자기학에서 전류의 변동에 따른 전자기파가 예측되듯이, 일반 상대론에서는 질량의 변동에 따른 중력파가 예측된다. 중력파는 중력장의 전파, 혹은 시공간의 물결과도 같은 진동이 주변 공간에 퍼지는 것으로 이해할 수 있다. 중력파는 매우 작기 때문에 직접적으로 검출한 것은 비교적 최근의 일이며, 이전까지는 궤도의 반경이 점차 감소하는, 즉 궤도 감쇠(orbital decay) 효과를 통해 간접적으로 존재가 검증되었다. 궤도의 반경은 계의 퍼텐셜 에너지에 의해 결정되는데, 회전에 따라 중력파가 주변으로 방출되면 이 퍼텐셜 에너지가 점진적으로 감소하고, 따라서 궤도 반경과 주기가 감소하게 된다.
이 효과는 1974년 헐스(Russel Hulse)와 테일러(Joseph H. Taylor)에 의해 발견된 펄사 쌍성계(PSR B1913+16)에서 최초로 확인되었다. 이 쌍성계는 시간에 따라 점진적으로 공전 주기가 감소하여 궤도의 크기가 감소하는 것을 확인할 수 있다. 궤도 감쇠의 양은 일반 상대론이 중력파의 방출에 따른 효과로 계산한 것과 일치하며, 이 때 중력파의 총 방출량은 7.35 × 1024 W이다. 이 결과는 중력파의 간접 증거로 받아들여져 1993년 헐스와 테일러에게 노벨 물리학상이 수여되었다.

## 주요 적용

### 천체 물리학
1950년대 이후 발견된 일부 천체들은 고전적인 이론으로는 충분히 설명되지 않는다. 이들은 일반 상대론에서 예측되는 유형의 천체인 중성자별이나 블랙홀로 다뤄질 수 있다. 고전 역학에서는 천체의 중력에 밀도만이 관여하는 반면, 일반 상대론에서는 압력 또한 관여하며, 중성자별과 같이 밀도가 매우 클 경우 압력 또한 그에 의한 영향을 무시할 수 없을 만큼 커진다.

### 물리 우주론
공간이 밀도가 균일한 먼지로 가득 채워져 있다고 가정하여 아인슈타인 방정식에 대입하면 우주에 관한 해를 얻을 수 있으며, 우주와 관련된 여러 지표에 따라서 우주 공간의 형태 및 진화 과정을 결정할 수 있다. 이에 대한 가장 기본이 되는 모델은 우주 공간이 균일하고 등방적이라는 가정 하에 도입된 FLRW 계량이며, 미리 정해진 임계 밀도와 실제 우주 밀도의 관계에 따라 우주의 지형이나, 우주의 미래가 결정된다. 이 분야의 가장 이른 활용은 1929년 외부 은하에 대한 관측으로 확인된 허블-르메트르 법칙으로, 외부 은하들이 거리에 비례하여 지구로부터 멀어지는 것을 우주 공간 자체의 팽창에 의한 효과로 설명할 수 있다.
우주 공간이 계속하여 팽창했다면, 우주의 역사가 유한하다고 여길 수 있다. 따라서 예측되는 태초의 순간을 설명하고, 현재 관측할 수 있다고 예측되는 그 흔적들을 증거로 제시할 수 있는데, 이러한 활동의 총체는 현대의 물리 우주론을 이룬다. 대표적으로, 우주론의 기준 모델이 되는 빅뱅 우주론에서는 우주 탄생 38만년이 되었을 때 전자들이 원자에 붙잡히면서 그 때 대거 주변으로 흩어진 빛들이 현재 우주에서도 2.7K에 해당하는 마이크로파 배경으로 관측되는 것으로 예측했으며, 이는 1965년 펜지어스와 윌슨에 의해 발견되었다.

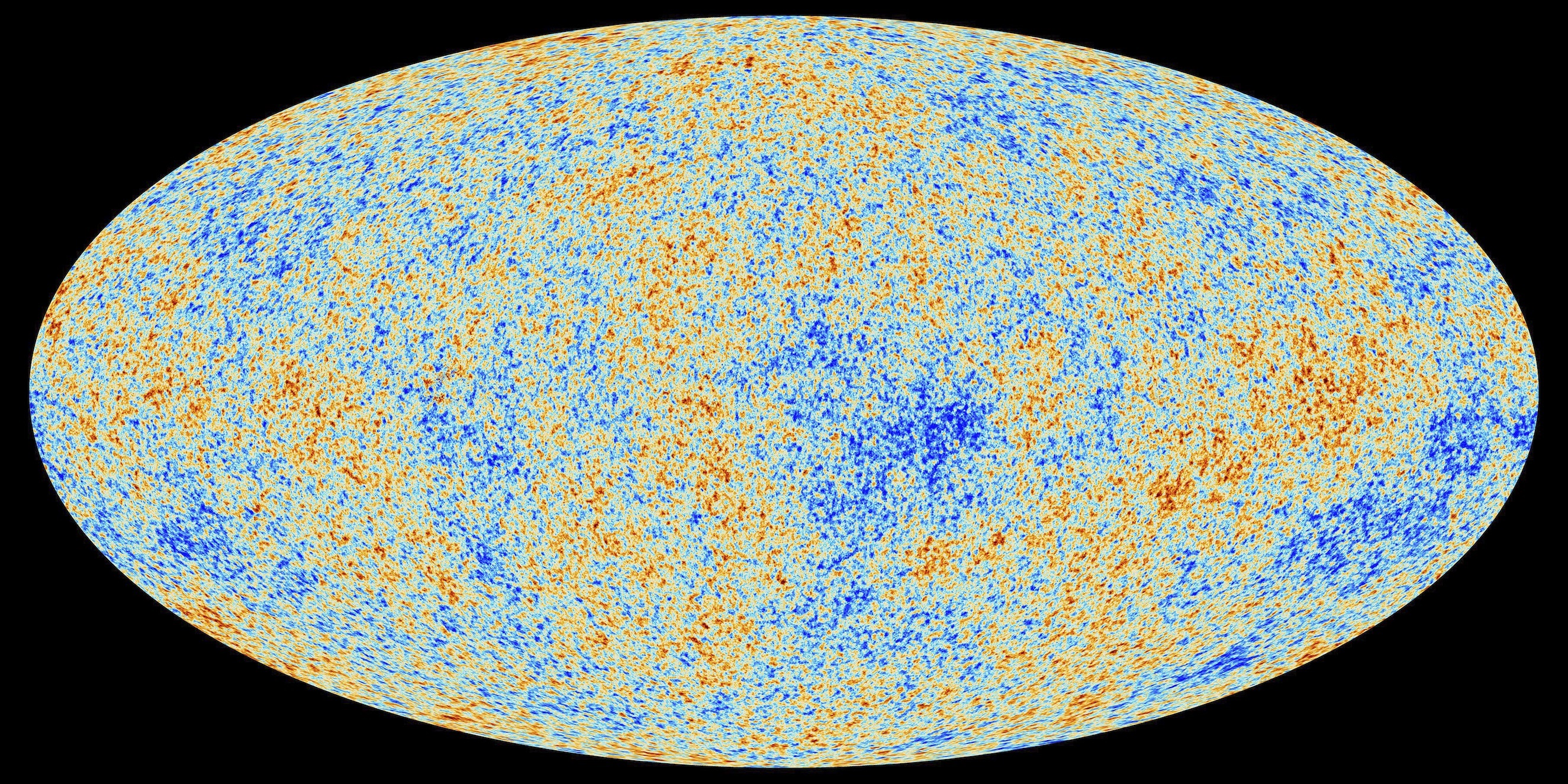
우주 마이크로파 배경 (ESA and the Planck Collaboration)

우주 마이크로파 배경은 우주에 관한 많은 것을 말해준다. 먼저, 이 마이크로파 배경의 불균일도에 대한 분포를 조사하면 그 크기에 따라 우주 공간의 곡률을 판단할 수 있는데, 이에 따르면 우주의 곡률은 거의 0이다. 또한 우주 마이크로파 배경은 매우 작은 비등방성을 보여주는데, 기존의 빅뱅 모델은 우주 상에서 멀리 떨어진 두 지점이 매우 동질적이라는 지평선 문제나 직전에 언급된 평탄성 문제를 만든다. 이를 설명하기 위해서 1980년대에 우주가 10-33초 이내에 매우 급격하게 팽창했다는 인플레이션 우주론이 등장하였다.
한편 아인슈타인 방정식에서 우주 상수를 0이라 둘 경우, 우주의 진화과정과 우주 공간의 형태는 일대일로 단순 대응된다. 관측 결과에 따라서 우주의 곡률이 0일 경우 우주는 영원히 팽창하지만, 그 속도는 점차 감소하게 된다. 그러나 1998년 Ia형 초신성들을 조사하는 과정에서 우주가 가속팽창한다는 증거가 발견되자, 이 효과를 설명하기 위해서 우주 상수에 대응되는 암흑 에너지 개념이 도입되었고, 이는 우주의 기하학과 진화 과정이 복잡하게 대응되게 만든다.

## 관련 이론
일반 상대성 이론은 실험적으로 성공적이나, 이를 주로 양자장론과 관련하여 여러 가지로 확장할 수 있다. 일반상대론에 비틀림을 더한 이론은 아인슈타인-카르탕 이론이고, 중력상수를 스칼라장으로 승진시키면 브랜스-딕 이론을 얻는다. 일반 상대성 이론에 추가 차원을 도입하여 다른 상호작용을 포함시키는 이론은 칼루차-클라인 이론이며, 초대칭을 도입하면 초중력 이론을 얻는다. 또한 초끈이론에서는 아인슈타인-힐베르트 작용을 자연스럽게 얻을 수 있으며, 고리 양자 중력에서는 아인슈타인-힐베르트 작용을 가지고 이를 양자화 한다는 것에서 시작한다.

## 같이 보기
- 일반상대론의 수학적 형식화
- 상대성 이론
- 특수 상대성 이론
- 아인슈타인 방정식
- 필바인
- 칼루차-클라인 이론
- 아인슈타인-카르탕 이론
- 중력
- 중력장
- 일반 상대성 이론 우선권 논쟁
- 굽은 시공간
- 일반 상대성 이론의 지름길

## 참고 문헌

### 원 논문
- 노르드스트룀 이론(스칼라 중력이론)
  - Nordström,Gunnar (1912). Relativitätsprinzip und Gravitation, in Physikalische Zeitschrift
  - Nordström,Gunnar (1913). Träge und Schwere Masse in der Relativitätsmechanik, in Annalen der Physik
  - Nordström,Gunnar Über die Möglichkeit, das Elektromagnetische Feld und das Gravitationsfeld zu vereiningen, in Physikalische Zeitschrift
  - Nordström,Gunnar (1914). Zur Elektrizitäts- und Gravitationstheorie, in the series Öfversigt
  - A.Einstein & A.Fokker (1914). "Die Nordströmsche Gravitationstheorie vom Standpunkt des absoluten Differentialkalküls ", Annalen der Physik 44: 321-328 (미분 기하학적 재구조화)

- 일반 상대성 이론(기하학적 중력이론)
  - Einstein, A.; Grossmann, M. (1913). “Entwurf einer verallgemeinerten Relativitätstheorie und einer Theorie der Gravitation” [Outline of a Generalized Theory of Relativity and of a Theory of Gravitation]. 《Zeitschrift für Mathematik und Physik》 62: 225–261. English translate (수학적인 부분은 마르셀 그로스만, 물리적 부분은 알버트 아인슈타인이 작성했다.)
  - Einstein, A.; Grossmann, M. (1914). “Kovarianzeigenschaften der Feldgleichungen der auf die verallgemeinerte Relativitätstheorie gegründeten Gravitationstheorie” [Covariance Properties of the Field Equations of the Theory of Gravitation Based on the Generalized Theory of Relativity]. 《Zeitschrift für Mathematik und Physik》 63: 215–225. (해밀턴 원리의 도입)
  - Einstein, Albert (1914). “Die formale Grundlage der allgemeinen Relativitätstheorie”. 《Sitzungsberichte der Preußischen Akademie der Wissenschaften zu Berlin》 (독일어): 1030–1085. (측지선 도입)
  - Einstein, Albert (1915). “Grundgedanken der allgemeinen Relativitätstheorie und Anwendung dieser Theorie in der Astronomie”. 《Sitzungsberichte der Preußischen Akademie der Wissenschaften zu Berlin》 (독일어): 315.
  - Einstein, Albert (1915). “Zur allgemeinen Relativitätstheorie”. 《Sitzungsberichte der Preußischen Akademie der Wissenschaften zu Berlin》 (독일어): 778–786.
  - Einstein, Albert (1915). “Zur allgemeinen Relativitätstheorie (Nachtrag)”. 《Sitzungsberichte der Preußischen Akademie der Wissenschaften zu Berlin》 (독일어): 799–801.
  - Einstein, Albert (1915). “Erklärung der Perihelbewegung des Merkur aus der allgemeinen Relativitätstheorie”. 《Sitzungsberichte der Preußischen Akademie der Wissenschaften zu Berlin》 (독일어): 831–839. (수성의 세차 운동의 설명)
  - Einstein, Albert (1915). “Die Feldgleichungen der Gravitation”. 《Sitzungsberichte der Preußischen Akademie der Wissenschaften zu Berlin》 (독일어): 844–847. 2016년 10월 27일에 원본 문서에서 보존된 문서. 2012년 8월 31일에 확인함. (아인슈타인 방정식) 위키 문헌
  - Einstein, Albert (1916). “Die Grundlage der allgemeinen Relativitätstheorie” (PDF). 《Annalen der Physik》 (독일어) 49 (7): 769–822. doi:10.1002/andp.19163540702. 위키 문헌
  - Hilbert, D. (1915)  Die Grundlagen der Physik (German original for free) (English translation for $25), Konigl. Gesell. d. Wiss. Göttingen, Nachr. Math.-Phys. Kl. 395-407 (아인슈타인-힐베르트 작용)

### 교재
- 이철훈 (1986년 6월 1일). 《일반상대론》. 대우학술총서 자연과학 38 2판. ISBN 89-374-3538-1.
- 이열 (2003년 5월 10일). 《시간공간의 물리학》. 홍릉과학출판사. ISBN 978-897283325-3. 2014년 4월 8일에 원본 문서에서 보존된 문서. 2014년 4월 7일에 확인함.
- Carroll, Sean M. (2003). 《Spacetime and geometry: an introduction to general relativity》 (영어). Addison-Wesley. ISBN 0805387323. 2014년 5월 5일에 원본 문서에서 보존된 문서. 2014년 4월 6일에 확인함.
- Misner, Charles; Kip S. Thorne, John Archibald Wheeler (1973). 《Gravitation》 (영어). San Francisco: W. H. Freeman. ISBN 0-7167-0344-0.
- Wald, Robert M. (1984년 6월). 《General relativity》 (영어). University of Chicago Press. ISBN 978-022687033-5.
- Hawking, Stephen; G. F. R. Ellis (1975년 3월). 《The large scale structure of space-time》. Cambridge Monographs on Mathematical Physics (영어) 1. Cambridge: Cambridge University Press. doi:10.1017/CBO9780511524646. ISBN 978-052109906-6. Zbl 0265.53054.
- 内山 龍雄 (1978년 7월). 《一般相対性理論》. 物理学選書 (일본어) 15. 裳華房. ISBN 978-4-7853-2315-8.
- 佐藤 文隆; 小玉 英雄 (2000년 6월 15일). 《一般相対性理論》. 現代物理学叢書 (일본어). 岩波書店. ISBN 4-00-006742-7. 2008년 8월 18일에 원본 문서에서 보존된 문서. 2010년 3월 13일에 확인함.